# Пам'ятники Дубна
Пам’ятники  та пам'ятні знаки міста Дубно.
| Назва                                                                | Розташування                                              | Фото                                               | Короткі відомості |
| Пам'ятник провіднику ОУН Степану Бандері в м.Дубно                   | Вул.Замкова (поруч Дубенської міської ради)               |                                                    | Відкритий 13 жовтня 2016 року                                                                                                  |
| Пам'ятник авіаторам Дубна                                            | Вул.Грушевського                                          |                                                    | Відкритий у 2016 році |
| Пам'ятний знак до 70-ліття УПА в м.Дубно                             | Майдан Героїв УПА (біля дубенського залізничного вокзалу) |                                                    | Відкритий 12 жовтня 2012 року                                                                                                  |
| Пам’ятний знак на честь 100-річчя Іллінської церкви                  | перехрестя вул. Д.Галицького — вул. Винниченка            |                                                    | Відкритий в 2008 році. |
| Пам’ятник жабі                                                       | вул. Кирила і Мефодія                                     |                                                    | Відкритий у 2011 році, за ініціативи Дудка Л. І.. Табличка на пам’ятнику говорить: «Хто в душі мене не має, того я не задушу.» |
| Пам'ятний знак євреям розстріляним в місті під час ІІ Світової війни | вул. Млинівська                                           |                                                    | |
| Пам’ятник Миколі Пирогову                                            | вул. Шевченка (територія госпісу)                         |                                                    | |
| Пам’ятник загиблим в Афганістані                                     | вул. Грушевського (парк біля ЗОШ № 6).                    |                                                    | |
| Пам’ятник Тарасу Шевченку                                            | вул. Д.Галицького                                         |                                                    | Відкритий у 1990 році. |
| Пам’ятний знак борцям за волю та незалежність України                | м-н. Незалежності                                         |                                                    | У 2012 році на місці пам’ятного знаку планується відкриття пам’ятника.                                                         |
| Пам’ятник Герою Радянського Союзу Іванову Івану Івановичу            | вул. Шевченка                                             |                                                    | Відкритий у 1978 році. В кінці 2000-х рр. був намір демонтувати пам’ятник у зв’язку з його аварійним станом.                   |
| Монумент героям танкової битви                                       | вул. Львівська                                            |                                                    | Відкритий у 1985 році. |
| Братська могила Радянських воїнів та тувинських добровольців         | вул. Замкова                                              |                                                    | Відкритий у 1952 році. В 1985 році був реконструйований.                                                                       |
| Пам’ятник на військовому кладовищі                                   | вул. Забрама,26                                           |                                                    | Відкритий у 1952 році. |
| Пам’ятний знак в честь 50-річчя заснування чеського села Страклів    | вул. Страклівська (напроти будинку № 59)                  |                                                    | Відкритий у 1926 році. |
| Тарас Бульба. Борцям за незалежність України                         | центральна площа Дубна                                    | Фото [Архівовано 6 грудня 2017 у Wayback Machine.] | Відкритий у 2017 році. |